# Nebelzwergkauz
Der Nebelzwergkauz (Glaucidium nubicola), gelegentlich auch  Nebelwaldzwergkauz oder Nebelwald-Sperlingskauz, ist eine kleine Eulenart aus der Gattung der Sperlingskäuze. Er kommt ausschließlich in Südamerika vor. Die Art ist erst 1999 wissenschaftlich beschrieben worden.

## Erscheinungsbild
Der Nebelzwergkauz erreicht eine Körpergröße von etwa 16 Zentimetern und ist verhältnismäßig kräftig gebaut. Federohren fehlen. Der Schwanz ist verhältnismäßig kurz, Kopf und Rücken sind braun. Der Scheitel und die Kopfseiten sind fein weiß gesprenkelt. Dem Gesichtsschleier fehlt ein auffälliger begrenzender Rand. Er ist braun mit konzentrischen Linien. Im Nacken weist der Nebelwald-Sperlingskauz ein Occipitalgesicht auf.
Der Costa-Rica-Zwergkauz, der teilweise im selben Verbreitungsgebiet wie der Nebelzwergkauz vorkommt, hat von der Kehle bis zur Brustmitte eine helle Gefiederfärbung ohne dunkle Abzeichen. Der Gnomenzwergkauz hat ein nördlicheres Verbreitungsgebiet und ist langschwänziger. Der Andenzwergkauz und der Peruzwergkauz sind ebenfalls langschwänziger. Die Kreischeulen-Arten im selben Verbreitungsgebiet sind deutlich größer und haben Federohren.

## Verbreitungsgebiet und Lebensraum
Das Verbreitungsgebiet des Nebelzwergkauzes sind die Nebelwälder an der Pazifikküste von Kolumbien bis in den Westen Ecuadors. Möglicherweise kommt die Art auch im Norden Perus vor. Der Nebelzwergkauz ist ein Standvogel, der ausschließlich die nebelfeuchten Primärwälder an den Steilhängen der Anden besiedelt. Er kommt in Höhenlagen zwischen 1.400 und 2.000 Meter über NN vor.

## Lebensweise
Der Nebelzwergkauz ist tag- und dämmerungsaktiv. Er wird verhältnismäßig häufig von anderen Kleinvögeln gehasst. Sein Nahrungsspektrum besteht überwiegend aus Insekten. Über die Fortpflanzungsbiologie dieser Art ist bislang nur wenig bekannt. Vermutlich brütet er im Zeitraum Februar bis Juni.